# Sunjong (Goryeo)
König Sunjong (koreanisch 순종) (* 28. Dezember 1047 in Kaesŏng, Königreich Goryeo; † 5. Dezember 1083 in Kaesŏng, Goryeo) war während seiner dreimonatigen Regierungszeit im Jahr 1083 der 12. König des Goryeo-Reiches und der Goryeo-Dynastie (고려왕조) (918–1392).

## Leben
Sunjong war der älteste Sohn von König Munjong (문종) und seiner Frau Königin Inye (인예), die dem Incheon Lee Clan entstammte. Zu seiner Geburt bekam Sunjong den Namen Wang Hun (왕훈) verliehen. Im Jahr 1054 wurde er im Alter von sieben Jahren zum Kronprinzen ernannt und folgte seinem Vater auf den Thron, als dieser am 2. September 1083 verstarb. König Sunjongs Amtszeit währte lediglich drei Monate, da er bereits im Dezember seines Krönungsjahrs ebenfalls verstarb.